# Грігоріс Макос
Грігоріс Макос (грец. Γρηγόρης Μάκος, * 18 січня 1987, Афіни) — грецький футболіст, півзахисник.
Насамперед відомий виступами за АЕК та «Паніоніос», а також національну збірну Греції, у складі якої був учасником Євро-2012.

## Клубна кар'єра
Вихованець футбольної школи клубу «Паніоніос». Дорослу футбольну кар'єру розпочав 2003 року в основній команді того ж клубу, в якій провів шість сезонів, взявши участь у 130 матчах чемпіонату. Більшість часу, проведеного у складі «Паніоніоса», був основним гравцем команди.
До складу клубу АЕК приєднався 2009 року. У новому клубі також поступово став основним гравцем півзахисту команди і у сезоні 2010/11 виграв з командою Кубок Греції.
9 липня 2012 року перейшов в німецький «Мюнхен 1860», але закріпитсь у команді Другої Бундесліги не зумів і в кінці сезону перейшов у кіпрський «Анортосіс», де провів два сезони.
В липні 2015 року повернувся на батьківщину, ставши гравцем «Панетолікоса», з яким підписав дворічний контракт. По завершенні дії контракту влітку 2017 року покинув клуб

## Виступи за збірні
Протягом 2006—2008 років залучався до складу молодіжної збірної Греції. На молодіжному рівні зіграв у 17 офіційних матчах, забив 3 голи.
5 лютого 2008 року в матчі проти збірної Чехії дебютував у складі національної збірної Греції. Макос увійшов у попередній склад збірної на чемпіонат світу 2010 року, але в остаточну заявку включений не був.
Макос увійшов в заявку збірної Греції на чемпіонат Європи 2012 року. На турнірі зіграв у двох матчах і разом з командою дійшов до стадії чвертьфіналу. Після Євро за збірну більше не грав. Всього провів у формі головної команди країни 13 матчів.

## Титули і досягнення
- Володар Кубка Греції (1):

АЕК: 2010–11